# Netscape Browser
Netscape Browser é a oitava versão do navegador web proprietário para Microsoft Windows publicado pela AOL, mas desenvolvido pela Mercurial Communications.
Ele foi baseado no Mozilla Firefox, enquanto as versões anterioer, 6 e 7 eram baseados no Mozilla Suite. Como as versões mais recentes, vem com um complemento para entrar no AIM e outros relacionados à AOL.

## História e desenvolvimento
O navegador Netscape foi lançado em outubro de 1994. Em meados de 1994, Jim Clark tinha começado a colaborar com Marc Andreessen fundar a Mosaic Communications, em homenagem a um projeto de software Illinois University. (A empresa foi mais tarde rebatizada de Netscape Communications). Dentro de aproximadamente seis meses, muitos dos recursos da universidade National Center for Supercomputing Applications (NCSA) Mosaic Project estavam trabalhando para a Netscape, e um navegador baseado no Mosaic foi lançado. A versão 8.0 estava disponível em 19 de maio de 2005. Uma pequena atualização conhecido como a versão 8.0.1 foi lançado, poucas horas depois a incorporar as principais patches de segurança adicionados no Firefox 1.0.4.

### Versões lançadas
- Netscape Browser 0.5.6 + - 30 de novembro de 2004 (baseado no Mozilla Firefox 0.9.3)
- Netscape Browser 0.6.4 - 7 de janeiro de 2005 (baseado no Mozilla Firefox 1.0)
- Netscape Browser 0.9.4 (8.0 Pré-Beta) - 17 de fevereiro de 2005 (baseado no Mozilla Firefox 1.0)
- Netscape Browser 0.9.5 (8.0 Pré-Beta) - 23 de fevereiro de 2005 (baseado no Mozilla Firefox 1.0)
- Netscape Browser 0.9.6 (8.0 Beta) - 3 de março de 2005 (baseado no Mozilla Firefox 1.0)
- Netscape Browser 8.0 - 19 de maio de 2005 (baseado no Mozilla Firefox 1.0.3)
- Netscape Browser 8.0.1 - 19 de maio de 2005 (baseado no Mozilla Firefox 1.0.4)
- Netscape Browser 8.0.2 - 17 de junho de 2005 (baseado no Mozilla Firefox 1.0.4)
- Netscape Browser 8.0.3.1 - 25 de julho de 2005 (baseado no Mozilla Firefox 1.0.6)
- Netscape Browser 8.0.3.3 - 8 de agosto de 2005 (baseado no Mozilla Firefox 1.0.6)
- Netscape Browser 8.0.3.4 - 17 de agosto de 2005 (baseado no Mozilla Firefox 1.0.6)
- Netscape Browser 8.0.4 - 19 de outubro de 2005 (baseado no Mozilla Firefox 1.0.7)
- Netscape Browser 8.1 - 25 de janeiro de 2006 (baseado no Mozilla Firefox 1.0.7)
- Netscape Browser 8.1.2 - 27 de setembro de 2006 (baseado no Mozilla Firefox 1.0.8)
- Netscape Browser 8.1.3 - 2 de abril de 2007 (baseado no Mozilla Firefox 1.0.8)

## Recursos
Talvez o mais notável característica introduzida no Netscape Browser é a habilidade de usar qualquer um dos dois motores de layout para exibir os sites - seja o Trident ou o Gecko motor usado pela Mozilla e seus derivados.
Isso é usado como parte do navegador "Site Controls" no painel de controle, que permite configurações de segurança para ser alterada em uma base local por, e também é apontado como uma defesa contra phishing e ataques semelhantes.
No entanto, esse recurso é realmente implementada usando o controle ActiveX do Internet Explorer, que é composto pela maioria dos programas que usam o Trident.
Outras características destacadas pela publicidade da AOL incluem melhor navegação por abas, uma barra de ferramentas chamada de "Multibar", que inclui até 10 barras de ferramentas no espaço de um, e um apoio extra para o "Content Live", como feeds RSS.
No Netscape 8.1, o Security Center é muito mais integrado ao navegador e com recursos extras, tais como proteção e defesa do roubo de identidade e Spyware foram integrados.
Netscape inclui uma série de widgets destinadas a melhorar a experiência de navegação, incluindo informações do tempo, filmes, mapas, páginas amarelas, páginas brancas, ações, e um guia da cidade, todos integrados em botões da barra de menu habilitados.

## Crítica
O navegador Netscape foi criticado por várias razões. Talvez o mais grave é a afirmação de que, em contradição com sua ênfase sobre a segurança pedida, a sua utilização tanto da Trident e Gecko como motores de renderização significa que inevitavelmente herda todas as vulnerabilidades de ambos os motores, tornando-se potencialmente menos segura do que o Firefox ou o IE.